# Miss World 1954
| Data:                | 18 października 1954                     |
| Kraj:                | Wielka Brytania                          |
| Miasto:              | Londyn                                   |
| Gala finałowa:       | Lyceum Theatre                           |
| Liczba uczestniczek: | 16                                       |
| Zwyciężczyni:        | Antigone Costanda, Egipt                 |
| Poprzedniczka:       | Denise Perrier, Francja                  |
| Następczyni:         | Carmen Susana Dujim Zubillaga, Wenezuela |
| -------------------- | ---------------------------------------- |

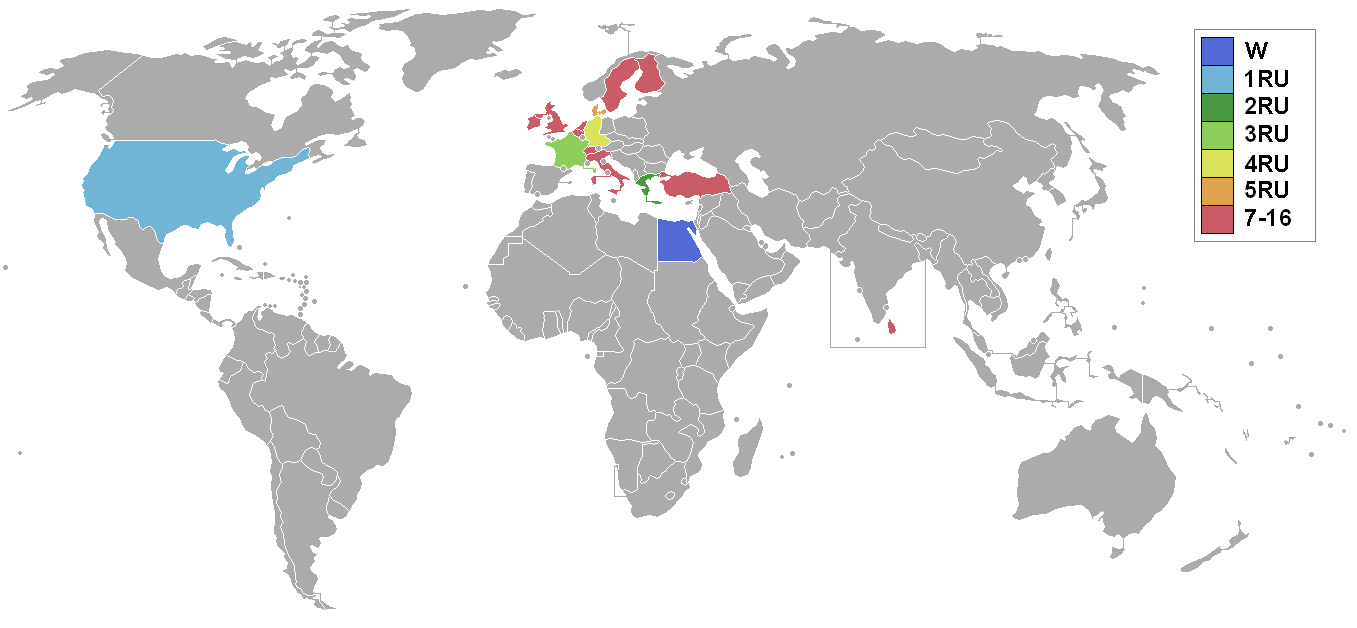
Kraje i terytoria, które wysłały delegacje oraz zajęte miejsce

Miss World 1954 – były to 4. wybory Miss World. Gala finałowa odbyła się 18 października 1954 r. w Lyceum Theatre w Londynie. O tytuł Miss World '54 walczyło 16 uczestniczek, aż 13 z nich było z Europy. Zwyciężyła Antigone Costanda reprezentująca Egipt.

## Wyniki
| Wyniki finału   | Uczestniczka                        |
| --------------- | ----------------------------------- |
| Miss World 1954 | - Egipt – Antigone Costanda         |
| 1. wicemiss     | - Stany Zjednoczone – Karin Hultman |
| 2. wicemiss     | - Grecja – Efi Mela                 |
| 3. wicemiss     | - Francja – Claudine Bleuse         |
| 4. wicemiss     | - RFN – Frauke Walther              |
| 5. wicemiss     | - Dania – Grete Hoffenblad          |

## Uczestniczki
- Belgia – Nelly Elvire Dehem
- Cejlon – Jeannette de Jonk
- Dania – Grete Hoffenblad
- Egipt – Antigone Costanda
- Finlandia – Yvonne de Bruyn
- Francja – Claudine Bleuse
- Grecja – Efi Mela
- Holandia – Yvonne Meijer
- Irlandia – Connie Rodgers
- RFN – Frauke Walther
- Stany Zjednoczone – Karin Hultman
- Szwajcaria – Claudine Buller
- Szwecja – Margareta Westling
- Turcja – Sibel Goksel
- Wielka Brytania – Patricia Butler
- Włochy – Cristina Fantoni

## Notatki dot. państw uczestniczących

### Debiuty
- Belgia
- Turcja
- Włochy

### Powracające państwa i terytoria
Ostatnio uczestniczące w 1952:
- Irlandia

### Państwa i terytoria rezygnujące
- Izrael
- Monte Carlo
- Norwegia